# Layrac-sur-Tarn
Layrac-sur-Tarn település Franciaországban, Haute-Garonne megyében. Lakosainak száma 312 fő (2022. január 1.). Layrac-sur-Tarn Montvalen, Bondigoux, La Magdelaine-sur-Tarn és Mirepoix-sur-Tarn községekkel határos.

## Népesség
A település népességének változása:
| Lakosok száma | 318  | 307  | 319  | 304  | 324  | 327  | 322  | 311  | 317  | 312  |
|               | 1968 | 1982 | 1990 | 2006 | 2013 | 2015 | 2017 | 2019 | 2020 | 2022 |